# Klopidogrel
Klopidogrel (INN) je oralni, antitrombotski agens iz tienopiridinske klase, koji se koristi za inhibiranje formiranja krvnih ugrušaka pri lečenju koronarne arterijske bolesti, periferne vaskularne bolesti, i cerebrovaskularne bolesti. Njega su izvele na tržište kompanije Bristol-Majers Skvib i Sanofi pod imenom Plaviks. Ovaj lek deluje putem ireverzibilne inhibicije 12 receptora na ćelijskoj membrani trombocita. Endogeni agonist tog receptora je adenozin difosfat (ADP). Nepoželjna dejstva su krvarenje, jaka neutropenija, i trombocitička trombocitopenična purpura (TTP).

## Farmakologija
Klopidogrel je prolek koji deluje na ADP receptor na ćelijskoj membrani trombocita. Ovaj lek specifično i ireverzibilno inhibira 12 receptor, koji je značajan za agregaciju trombocita i umrežavanje proteina fibrina. Blokada ovog receptora inhibira agregaciju trombocita putem blokiranja aktivacije glikoprotein IIb/IIIa puta. IIb/IIIa kompleks deluje kao receptor uglavnom za fibrinogen i vitronektin, ali i za fibronektin i fon Vilebrandov faktor. Aktivacija tog kompleksa je "finalni zajednički put" agregacije trombocita.
Inhibicija trombocita počinje dva sata nakon oralne doze klopidogrela. Početak dejstva je spor, tako da se početna doza od 300–600  obično primenjuje.

## Spoljašnje veze
- Plaviks zvanični vebsajt
- Plaviks informacije o doziranju